# 神生山清
神生山 清（かみおいやま きよし、1931年5月24日 - 1982年1月19日）は、香川県高松市仏生山町出身で二所ノ関部屋に所属した大相撲力士。本名は村川 清（むらかわ きよし）。最高位は西前頭15枚目（1957年3月場所）。現役時代の体格は173cm、90kg。得意手は右四つ、寄り、足癖、小股掬い、投げ。

## 来歴・人物
父・佐吉は、仏生山町で袋を作る工場を経営していた。小学生の頃から郷土が生んだ人気力士・神風に憧れており、1946年暮れに巡業で高松市内を訪れた当人と地元の素人相撲で活躍していた野口という人物の紹介で会った事がきっかけで、二所ノ関部屋へ入門。1947年11月場所にて、16歳で初土俵を踏んだ。
なお、同期の初土俵組には、後の前頭・大ノ浦や同・芳野嶺らがいる。当初の四股名は、本名と同一の「村川」。
体は小さかったが、持ち前の優れた運動神経と鋭い勘を生かして徐々に出世した。稽古熱心な力士として知られ、常に闘志溢れる相撲を取った。
その後、1954年3月場所で新十両に昇進。1955年9月場所では西十両8枚目の地位で13勝2敗と好成績を残して十両優勝を遂げ、これを手土産に1956年1月場所で新入幕を果たした。入幕時の年齢は、24歳であった。
右四つからの寄りの他、小股掬いなどを得意とした技能派力士だった。しかし、小兵力士にありがちの体力不足と膝の負傷もあり、幕内上位への進出は成らなかった。
1957年9月場所での愛宕山との一戦で右膝を痛め、翌場所で十両に落ちてからは幕内に復帰できず、十両下位で1勝14敗と惨敗した1958年7月場所を以って廃業。
廃業後はトラックの運転手に転身し、大阪市で運送会社（神生運輸株式会社）を営んでいた。
1982年1月19日、大阪市東淀川区内の道路で乗用車を運転中に、交通事故を起こして急逝した。享年50。

## エピソード
- 四股名は、故郷の仏生山町と、同郷・同部屋の先輩でもあった神風に由来している。
- 相撲に対する熱心な態度は、先輩の玉乃海が「体は小さいが、実に良く稽古するね」と絶賛したほどであった。
- 孫の正貴（まさたか、1983年9月25日生まれ、大阪府大阪市東淀川区出身）も中学校卒業後に角界入りし、間垣部屋へ入門したが、関取にはなれなかった（最高位は西三段目99枚目、四股名は「村川」→「神生山（祖父の現役名を継いだ）」）。

## 主な戦績
- 通算成績：253勝243敗30休 勝率.510
- 幕内成績：33勝44敗13休 勝率.429
- 現役在位：40場所
- 幕内在位：6場所
- 各段優勝
  - 十両優勝：1回（1955年9月場所）

### 場所別成績
| | 一月場所 初場所（東京） | 三月場所 春場所（大阪） | 五月場所 夏場所（東京） | 七月場所 名古屋場所（愛知） | 九月場所 秋場所（東京）  | 十一月場所 九州場所（福岡） |
| --- | ----------------------- | ----------------------- | ----------------------- | --------------------------- | ------------------------ | --------------------------- |
| 1947年 （昭和22年） | x                       | x                       | x                       | x                           | x                        | 新序 0–5                    |
| 1948年 （昭和23年） | x                       | x                       | 新序 3–2                | x                           | 東序ノ口筆頭 2–4         | x                           |
| 1949年 （昭和24年） | 東序二段25枚目 6–6      | x                       | 西序二段12枚目 8–7      | x                           | 東序二段2枚目 11–4       | x                           |
| 1950年 （昭和25年） | 西三段目17枚目 10–5     | x                       | 西三段目2枚目 8–7       | x                           | 西幕下29枚目 9–6         | x                           |
| 1951年 （昭和26年） | 西幕下19枚目 5–10       | x                       | 東幕下23枚目 8–7        | x                           | 東幕下18枚目 休場 0–0–15 | x                           |
| 1952年 （昭和27年） | 西三段目3枚目 4–4       | x                       | 西三段目2枚目 5–3       | x                           | 東幕下29枚目 12–3        | x                           |
| 1953年 （昭和28年） | 東幕下15枚目 7–8        | 東幕下16枚目 5–3        | 東幕下15枚目 5–3        | x                           | 西幕下5枚目 5–3          | x                           |
| 1954年 （昭和29年） | 西幕下筆頭 5–3          | 東十両20枚目 9–6        | 東十両15枚目 9–6        | x                           | 西十両9枚目 7–8          | x                           |
| 1955年 （昭和30年） | 東十両10枚目 8–7        | 東十両9枚目 4–11        | 西十両15枚目 9–6        | x                           | 西十両8枚目 優勝 13–2    | x                           |
| 1956年 （昭和31年） | 西前頭21枚目 8–7        | 東前頭20枚目 5–10       | 東十両4枚目 7–8         | x                           | 西十両5枚目 11–4         | x                           |
| 1957年 （昭和32年） | 東前頭22枚目 9–6        | 西前頭15枚目 5–10       | 東前頭19枚目 6–9        | x                           | 西前頭23枚目 0–2–13      | 西十両7枚目 3–12            |
| 1958年 （昭和33年） | 東十両17枚目 9–6        | 西十両10枚目 4–9–2      | 東十両20枚目 8–7        | 東十両19枚目 引退 1–14–0    | x                        | x                           |
| 各欄の数字は、「勝ち-負け-休場」を示す。 優勝 引退 休場 十両 幕下 三賞：敢=敢闘賞、殊=殊勲賞、技=技能賞 その他：★=金星 番付階級：幕内 - 十両 - 幕下 - 三段目 - 序二段 - 序ノ口 幕内序列：横綱 - 大関 - 関脇 - 小結 - 前頭（「#数字」は各位内の序列） |                         |                         |                         |                             |                          |                             |

### 幕内対戦成績
| 力士名         | 勝数 | 負数 | 力士名 | 勝数 | 負数 | 力士名 | 勝数 | 負数 | 力士名   | 勝数 | 負数 |
| -------------- | ---- | ---- | ------ | ---- | ---- | ------ | ---- | ---- | -------- | ---- | ---- |
| 東海           | 1    | 1(1) | 愛宕山 | 1    | 0    | 泉洋   | 3    | 2    | 岩風     | 0    | 1    |
| 大瀬川         | 0    | 1    | 大起   | 0    | 2    | 大昇   | 1    | 1    | 大晃     | 0    | 1    |
| 小野錦         | 1    | 0    | 神錦   | 1    | 2    | 起雲山 | 1    | 2    | 北ノ洋   | 0    | 1    |
| 清恵波         | 1    | 2    | 鯉ノ勢 | 1    | 0    | 櫻國   | 1    | 0    | 潮錦     | 3    | 1    |
| 嶋錦           | 0    | 3    | 高錦   | 1    | 1    | 常ノ山 | 0    | 2    | 出羽ノ花 | 1    | 0    |
| 時錦           | 0    | 3    | 鳴門海 | 1    | 1    | 白龍山 | 0    | 1    | 緋縅     | 2    | 1    |
| 秀湊           | 2    | 0    | 平鹿川 | 1    | 3    | 広瀬川 | 0    | 1    | 福ノ海   | 2    | 0    |
| 房錦           | 0    | 1    | 二瀬山 | 1(1) | 0    | 双ツ龍 | 0    | 1    | 星甲     | 0    | 1    |
| 前ノ山(佐田岬) | 1    | 0    | 宮錦   | 1    | 1    | 八染   | 1    | 2    | 吉井山   | 1    | 2    |
| 芳野嶺         | 1    | 0    | 若葉山 | 0    | 2    |        |      |      |          |      |      |

## 改名歴
- 村川 清（むらかわ きよし、1948年10月場所-1951年1月場所）
- 神生山 清（かみおいやま -、1951年5月場所-1958年7月場所）